# 타일러 더 크리에이터
타일러 그레고리 오콘마(Tyler Gregory Okonma, 1991년 3월 6일 ~ )는 타일러 더 크리에이터(Tyler, the Creator)로 잘 알려진 미국의 래퍼, 음악가, 작곡가, 레코드 프로듀서, 배우, 비주얼 아티스트, 디자이너 및 코미디언이다. 타일러는 2010년대 초에 설립된 얼터너티브 힙합 그룹 오드 퓨처의 공동 창립자이자 사실상의 리더로 유명하며, 오드 퓨처의 거의 모든 노래에 참여했다.